# Spiranthes parksii
Spiranthes parksii е вид растение от семейство Орхидеи (Orchidaceae). Видът е световно застрашен, със статут Уязвим.

## Разпространение
Видът е ендемичен за Тексас, САЩ.